# Alexandre Yersin
Alexandre Yersin (Aubonne, Vaud in Zwitserland, 22 september 1863 – Nha Trang, Vietnam in Frans-Indochina, 1 maart 1943) was een Zwitsers/Franse arts en  bacterioloog. Hij werd vooral bekend als (mede-)ontdekker van de bacil die de veroorzaker van pest is. Mogelijk was een andere bacterioloog, Shibasaburo Kitasato, hem voor, maar het is niet zeker of Shibasaburō precies dezelfde bacil had ontdekt. Yersin ontdekte bovendien dat de bacil ook voorkwam bij knaagdieren en daarmee werd duidelijk hoe de ziektekiemen zich konden verspreiden.

## Biografie
Yersin studeerde geneeskunde aan de Universiteit van Lausanne en vervolgens aan de Philipps-Universiteit Marburg (Duitsland) en de Universiteit van Parijs. In 1886 kwam hij op uitnodiging van Emile Roux terecht bij het Pasteur-instituut, verbonden aan de École normale supérieure. Hij nam deel aan onderzoek naar de ontwikkeling van een serum tegen het rabiësvirus (veroorzaker van hondsdolheid). Na zijn promotie bracht hij twee maanden door bij Robert Koch in Berlijn (Duitsland) en kwam daarna, in 1889 terug als naaste medewerker van Roux aan het Pasteur-instituut. Daar ontdekte hij samen met Roux het difterie veroorzakende toxine van de bacterie Corynebacterium diphtheriae. In 1888 verkreeg hij de Franse nationaliteit, waardoor hij als geneeskundige kon werken in Frankrijk. Hij vertrok naar Frans Indochina en werd scheepsarts bij de Messageries Maritimes op de scheepvaartroutes Saigon-Manilla en de lijn Saigon-Hải Phòng. 
In 1894 werd hij op verzoek van de Franse regering en het Pasteur-instituut naar Hongkong gestuurd om daar onderzoek te doen aan een uitbraak van de pest. Hij deed daar zijn grootste ontdekking, de ziekteverwekker die de pest veroorzaakte. Enkele dagen eerder had Shibasaburo Kitasato ook een bacterie geïsoleerd. Het is achteraf niet duidelijk of het werkelijk dezelfde bacterie was of een mengsel van twee soorten. Zijn publicaties daarover waren voor meerdere uitleg vatbaar. Aanvankelijk werd de ziekteverwekker de “Kitasato-Yersin bacillus” genaamd. Yersin toonde vervolgens aan dat de ziekteverwekker ook bij knaagdieren voorkwam en dat dit kon verklaren hoe de bacillen zich onder mensen verspreidden.Tussen 1895 en 1897 zetten hij met collega's van het Pasteur-instituut te Parijs zijn studies aan de builenpest (peste bubonique) voort. In 1895 werd in Parijs een anti-serum ontwikkeld. Zijn bevindingen publiceerde hij in de Annales de l'Institut Pasteur.
Yersin keerde daarna terug naar Indochina en installeerde een klein laboratorium in Nha Trang waar het anti-serum gemaakt kon worden. Hij bleef in Vietnam en behoorde in 1902 tot de oprichters van een medische school in Hanoi en was daar tot 1904 de eerste directeur.
Bovendien raakte Yersin betrokken bij landbouwkundig onderzoek. Hij voerde uit Brazilië de Braziliaanse rubberboom (Hevea brasiliensis) in. Hij richtte twee landbouwkundige instituten op en probeerde de kinaplant Cinchona ledgeriana, afkomstig uit de Andes, te telen in Indochina. Kinine, afkomstig van kinaplanten, is het eerste aantoonbaar effectieve middel om malaria te voorkomen.

## Nalatenschap
In 1896 werd de pestbacil door Lehmann & Neumann beschreven als Bacterium pestis. In 1944 werd de naam als eerbetoon aan Yersin Yersinia pestis genoemd. Daarnaast is er een vogelsoort die naar hem is vernoemd, de roestkraaglijstergaai (Trochalopteron yersini). Yersin wordt in Vietnam geëerd. Ook na de onafhankelijkheid bleven straatnamen onveranderd die een eerbetoon aan hem waren. Zijn graf in Suoi Dau is een pagode die als heiligdom dient. In 2004 werd in Da Lat een universiteit opgericht die naar hem is vernoemd (Yersin Universiteit).